# Achaea catella
Achaea catella is een vlinder van de familie van de spinneruilen (Erebidae). De wetenschappelijke naam van deze soort is voor het eerst voorgesteld door Achille Guenée in een publicatie uit 1852.

## Verspreiding
De soort komt voor in: 
- het Afrotropisch gebied waaronder de Westelijke Sahara, Mauritanië, Senegal, Gambia, Ivoorkust, Niger, Ghana, Nigeria, Soedan, Zuid-Soedan, Eritrea, Ethiopië, Somalië, Congo-Kinshasa, Oeganda, Kenia, Tanzania, Angola, Zambia, Malawi, Mozambique, Namibië, Botswana, Zimbabwe, Zuid-Afrika, Eswatini, Lesotho, Sint-Helena, Ascension en Tristan da Cunha, de Comoren, Madagaskar, de Seychellen, Réunion, Mauritius, Saudi-Arabië, de Verenigde Arabische Emiraten, Oman en Jemen,
- het Palearctisch gebied waaronder Egypte.

## Waardplanten
De rups leeft op:
- Combretaceae
  - Combretum aculeatum
  - Terminalia catappa
- Convolvulaceae
  - Ipomoea batatas
- Euphorbiaceae
  - Euphorbia balsamifera
  - Euphorbia crotonoides
  - Euphorbia hirta
  - Euphorbia pyrifolia
  - Euphorbia scordiifolia
  - Euphorbia systyla
  - Ricinus communis
- Fabaceae
  - Afzelia africana
  - Bauhinia sp.
  - Lonchocarpus sp.
  - Tamarindus sp.
- Myrtaceae
  - Eucalyptus camaldulensis
- Pinaceae
  - Pinus radiata